# Entschädigungseinrichtung deutscher Banken

Logo

Die Entschädigungseinrichtung deutscher Banken GmbH (EdB) ist die gesetzliche Entschädigungseinrichtung für die Einlagenkreditinstitute in privatrechtlicher Rechtsform (Privatbanken).

## Struktur und Rechtsgrundlage
Gesetzliche Grundlage der Einrichtung sind das Einlagensicherungsgesetz sowie das Anlegerentschädigungsgesetz.
Die EdB ist eine hundertprozentige Tochter des Bundesverbandes deutscher Banken und unterliegt der Aufsicht der Bundesanstalt für Finanzdienstleistungsaufsicht. Sie hat ihren Sitz in Berlin.

## Schutzumfang
Die EdB schützt
1. 100 % der Einlagen, maximal den Gegenwert von 100.000 Euro pro Kunde (§ 8 EinSiG) und
2. 90 % der Verbindlichkeiten aus Wertpapiergeschäften, maximal den Gegenwert von 20.000 Euro pro Kunde (§ 4 Abs. 2 AnlEntG).

Das Europäische Parlament hat am 18. Dezember 2008 beschlossen, dass die Mitgliedsstaaten bis 30. Juni 2009 nationale Gesetze erlassen müssen, die eine Einlagensicherung von mindestens 50.000 Euro je Kunde ohne den bisherigen Selbstbehalt von 10 % vorsehen. Diese Richtlinie wurde in der Neufassung des Einlagensicherungs- und Anlegerentschädigungsgesetz vom 1. Juli 2009 gesetzlich umgesetzt. Zum 1. Januar 2011 wurde die Obergrenze von 50.000 auf 100.000 Euro erhöht.
Der Einlagenschutz schließt neben sämtlichen Einlagenarten – im Wesentlichen Sicht-, Termin- und Spareinlagen – auch auf den Namen lautende Sparbriefe ein. Verbindlichkeiten, über die eine Bank Inhaberpapiere ausgestellt hat, wie Inhaberschuldverschreibungen und Inhabereinlagenzertifikate, werden dagegen nicht geschützt.
Der Entschädigungsanspruch besteht unabhängig davon, auf welche Währung die Einlagen lauten.
Die für Entschädigungen erforderlichen Mittel werden durch Beiträge der zugeordneten Institute laut Beitragsverordnung aufgebracht.
Die gesetzlich vorgeschriebene Zielausstattung für die EdB liegt bei 0,8 % der gedeckten Einlagen und muss bis 2024 erreicht sein. 2021 lag die Ausstattung bei 3,9 Mrd. Euro, während Einlagen im Umfang von 705 Mrd. Euro durch die EdB geschützt waren. Allein die Insolvenz der Greensill Bank erforderte 2021 eine Auszahlung von 1,1 Mrd. Euro. Sollte es dazu kommen, dass die Mittel des EdB nicht ausreichen um die Einleger zu entschädigen, hat die EdB einen Kredit aufzunehmen, zu dessen Tilgung Sonderzahlungen von den Instituten zu erheben sind (§ 30 Einlagensicherungsgesetz).
Für Entschädigungsansprüche, die die Obergrenze von 100.000 Euro pro Kunde übersteigen, stehen weitere Einlagensicherungsfonds bereit.